# Rîbeanțeve, Novopskov
Rîbeanțeve (în ucraineană Риб'янцеве) este localitatea de reședință a comunei Rîbeanțeve din raionul Novopskov, regiunea Luhansk, Ucraina.

## Demografie
Componența lingvistică a localității Rîbeanțeve
     Ucraineană (96,02%)
     Rusă (3,75%)
     Alte limbi (0,16%)
Conform recensământului din 2001, majoritatea populației localității Rîbeanțeve era vorbitoare de ucraineană (96,02%), existând în minoritate și vorbitori de rusă (3,75%).